# NGC 2843
NGC 2843 је лентикуларна галаксија у сазвежђу Рак која се налази на NGC листи објеката дубоког неба.
Деклинација објекта је + 18° 55' 34" а ректасцензија 9h 20m 28,7s. Привидна величина (магнитуда) објекта NGC 2843 износи 15,5 а фотографска магнитуда 16,5.